# Pałac Sztuk w Budapeszcie

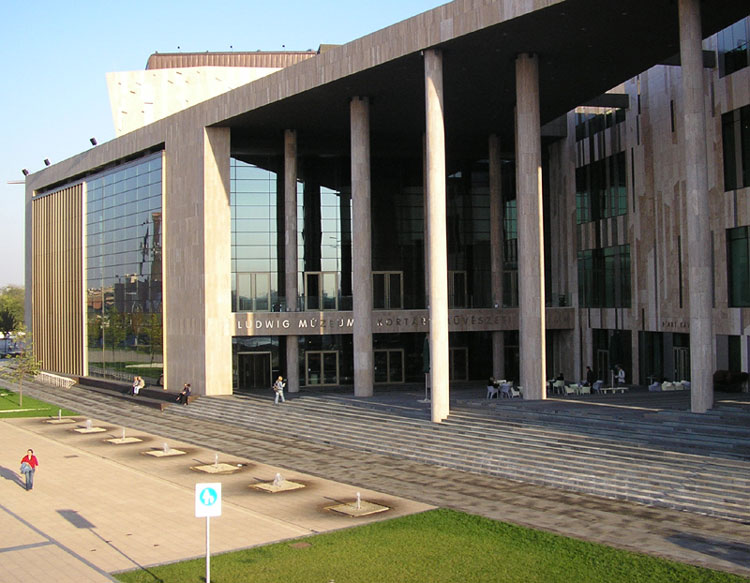
Pałac Sztuk

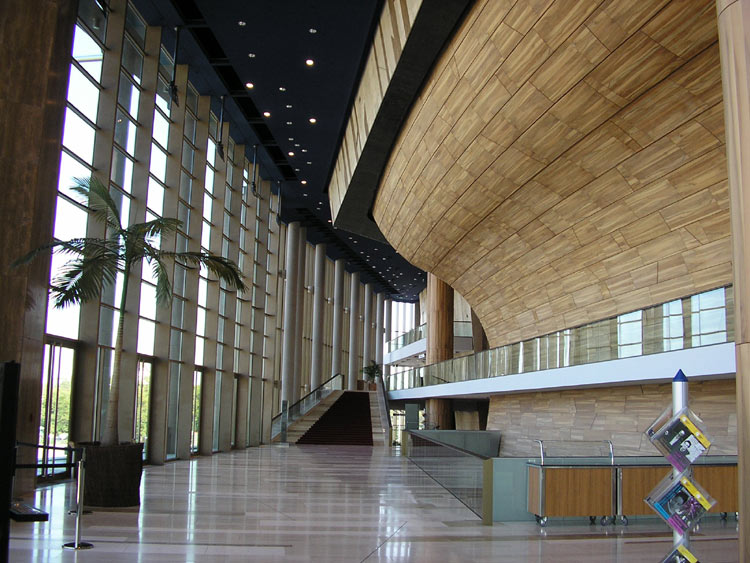
Hall wejściowy

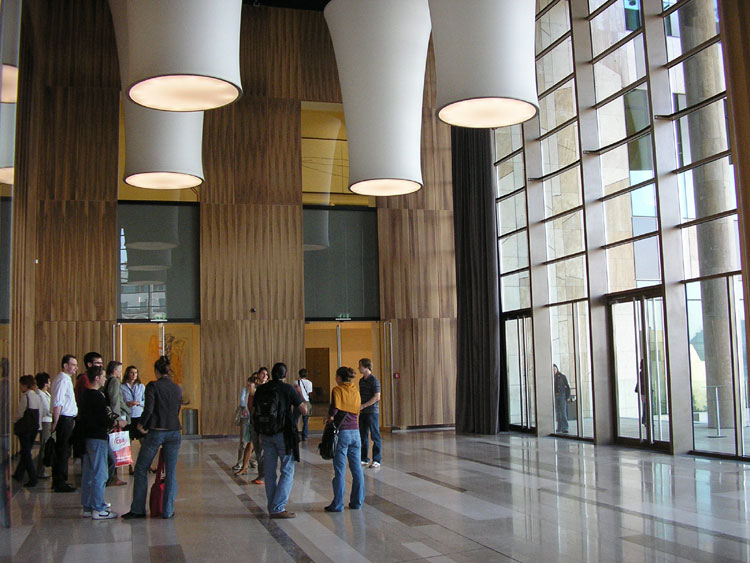
Sala widowiskowa

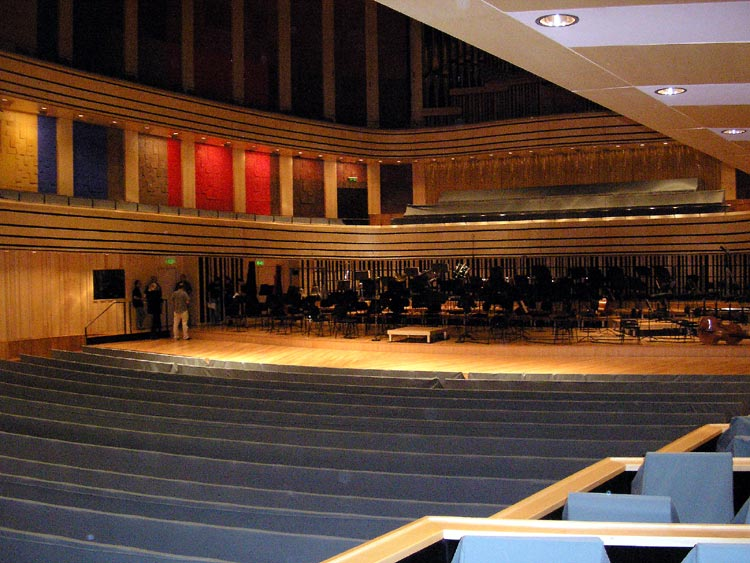
Sala koncertowa

Pałac Sztuk w Budapeszcie (węg. Művészetek Palotája, w skrócie MŰPA) znajduje się przy ulicy Komor Marcell útca 1, jest nowoczesnym budynkiem wzniesionym nad brzegiem Dunaju obok mostu Rakoczego w pobliżu nowego budynku Teatru Narodowego. Budynek został oddany do użytku 14 marca 2005 roku.
Nie należy go mylić z budynkiem Pałacu Sztuki (Műcsarnok) – salą wystawową przy Placu Bohaterów (Hősök tere) zbudowaną według projektu Alberta Schickedanza oraz Fülöpa Herczoga, oddaną do użytku w grudniu 1895.
Pałac sztuk mieści 3 instytucje kultury:
- W części środkowej Narodową Salę Koncertową im. Béli Bartóka
- We wschodnim skrzydle Teatr Festiwalowy
- W skrzydle od strony Dunaju Muzeum Sztuki Współczesnej fundacji Ludwiga.

Projekt architektoniczny jest dziełem firmy Zoboki, Demeter i Sp. (Zoboki, Demeter és Társaik Építésziroda). Powierzchnia zabudowy wynosi 10 tys. m². Budowa trwała trzy lata. Budowa była finansowana przez kapitał prywatny, obiekt ma przejść po trzydziestu latach na własność państwa węgierskiego.

## Sala Koncertowa
Narodowa Sala Koncertowa im. Béli Bartóka (Bartók Béla Nemzeti Hangversenyterem) dominuje w kompleksie Pałacu. Posiada 1699 miejsc, w tym 1563 siedzących i 136 stojących. W roku 2006 sala otrzymała organy. W sali oprócz Filharmoników Węgierskich występują zespoły i soliści z kraju i zagranicy. Gospodarzem sali jest zespół Narodowej Orkiestry Filharmonicznej, Chóru i Archiwum Nutowego (Nemzeti Filharmonikus Zenekar, Énekkar és Kottatár).

## Teatr Festiwalowy
Teatr Festiwalowy (Nemzeti Táncszínház) dysponuje salą o 452 miejscach siedzących i sceną o powierzchni 750 m². Gospodarzem sceny jest Narodowy Teatr Tańca.

## Muzeum Sztuki Współczesnej
Muzeum Sztuki Współczesnej zajmują zbiory fundacji Petera Ludwiga (Ludwig Kortárs Művészeti Múzeum) przekazane społeczeństwu Węgier w roku 1969. Ogólna powierzchnia tej części budynku wynosi 12 700 m². Zbiory stałe zajmują trzecią kondygnację, niżej znajdują się sale wystaw czasowych oraz sala widowiskowa, sale multimedialne, biblioteka i sala zabaw dla dzieci. Wśród zbiorów wyróżniają się dzieła twórców amerykańskich lat osiemdziesiątych XX wieku, jak Andy Warhol, Claes Oldenburg, Robert Rauschenberg i in.